# Schmidtottia cucullata
Schmidtottia cucullata är en måreväxtart som beskrevs av Attila L. Borhidi. Schmidtottia cucullata ingår i släktet Schmidtottia och familjen måreväxter. Inga underarter finns listade i Catalogue of Life.